# Dudley Ryder (3e comte de Harrowby)
Pour les articles homonymes, voir Dudley Ryder.
Dudley Francis Stuart Ryder, 3e comte de Harrowby, (16 janvier 1831 - 26 mars 1900), connu sous le nom de vicomte Sandon de 1847 à 1882, est un pair et homme politique britannique.

## Biographie
Il est le deuxième fils et héritier de Dudley Ryder (2e comte de Harrowby), et Frances Stuart, quatrième fille de John Stuart (1er marquis de Bute). Il est né à Brighton le 16 janvier 1831. Il fait ses études à Harrow et à l'université d'Oxford, où il obtient son diplôme de Christ Church le 31 mai 1849, un baccalauréat en 1853 et sa maîtrise en 1878.
En quittant l'université, le vicomte Sandon, comme il est appelé à l'époque, fait une tournée en Orient avec Henry Herbert (4e comte de Carnarvon), en visite en Syrie et au Liban (voir Carnavon's Recollections of the Druses of the Lebanon, Londres, 1860, 8vo). À son retour en Angleterre, il remplit les fonctions de garnison en tant que capitaine du 2e régiment de milice du Staffordshire, pendant la guerre de Crimée et la Révolte des cipayes.

## Carrière politique
Il est élu député de Lichfield de 1856 à 1859 et de Liverpool de 1868 jusqu'à ce qu'il accède à la pairie en 1882. Il acquiert une expérience des affaires en tant que secrétaire privé d'Henry Labouchere au bureau colonial .
Il est membre des comités restreints de la Compagnie de la Baie d'Hudson (1857) et de la vallée de l'Euphrate (1871-1872) et continue tout au long de sa vie à consacrer beaucoup de temps et d'attention à l'étude des questions impériales et coloniales . Il est Secrétaire d'État à l'Éducation de 1874 à 1878 et président de la chambre de commerce (avec un siège au cabinet) de 1878 à 1880 dans la deuxième administration de Benjamin Disraeli et est admis au Privé Conseil en 1874. Entre 1885 et 1886, il sert comme Lord du sceau privé dans le premier gouvernement de Lord Salisbury .
Outre sa carrière dans la politique nationale, il est également président du conseil du comté de Staffordshire et lieutenant-adjoint et juge de paix de ce comté.
Il est décédé à Sandon Hall, Staffordshire, le 26 mars 1900 .

## Famille
Lord Harrowby épouse Mary Cecil, fille de Brownlow Cecil (2e marquis d'Exeter), en 1861. Le couple est sans enfant. Harrowby est décédé en mars 1900, à l'âge de 69 ans, et est remplacé par son jeune frère, Henry. Lady Harrowby est décédée en juillet 1917.